# Kaito (Vocaloid)
KAITO là một nam Vocaloid được phát triển bởi Crypton Future Media. Anh đã biểu diến tại các buổi hòa nhạc trực tiếp trên sân khấu như một hình chiếu hoạt hình cùng với những Piapro character khác của Crypton (như Hatsune Miku). Mã sản phẩm của anh là "Taro". Anh được lấy mẫu giọng từ Naoto Fūga. Anh là Vocaloid thứ tư được phát hành và thứ hai được sản xuất tại Nhật Bản.
Tên của anh được lựa chọn công khai bởi công chúng, và cái tên "KAITO" được lựa chọn nhiều nhất, đó là ý tưởng của nhà sản xuất Vocaloid Shu-tP. Một trong những lý do tại sao cái tên "KAITO" đã được chọn là vì nó dễ dàng cho những người không biết tiếng Nhật phát âm, và nó trông phù hợp với tên "Meiko" khi họ được đặt cạnh nhau.

## Phát triển
KAITO được phát triển bởi Crypton Future Media. Giọng của anh được tạo ra bằng cách tổng hợp mẫu giọng ca sĩ Naoto Fūga tại một sân kiểm soát và giai điệu.  Anh đã được tạo ra để trở thành một cặp với Vocaloid Meiko.

### Phần mềm bổ sung
Một bản cập nhật Vocaloid 2 cho KAITO đã được phát triển, nhưng lại bị hủy bỏ do không kịp đáp ứng thời hạn. Một phiên bản beta của giọng hát đã được sử dụng trong Hatsune Miku and Future Stars: Project Mirai.
Vào 15 tháng 2 năm 2013, một phiên bản mới của KAITO - "KAITO V3", đã được phát hành cho Vocaloid 3 gồm một gói chứa bốn tông giọng: Straight, Soft, Whisper, và English. Ngoài ra, khi nhập vào các engine, 3 giọng Nhật Bản có thể truy cập Vocaloid 4 function Cross-Synthesis (XSY).

## Tiếp thị
Sự nổi tiếng của KAITO là một điều may mắn, vì anh là một "thất bại thương mại" khi lần đầu được bán ra và có được rất ít sự quan tâm. Khi mới phát hành, anh chỉ bán được 500 sản phẩm trong năm đầu tiên, trong khi số lượng sản phẩm bán ra phải hơn 1000 mới được tính là "thành công" trong thương mại. Sau thành công của mình, 100 sản phẩm đã được bán ra trong tháng 1 năm 2008; số lợi nhuận thu được bắt đầu tăng lên nhanh chóng. Đến 18 tháng 6 năm 2008, KAITO đã bán ra được hơn 1000 sản phẩm, gấp đôi so với doanh số ban đầu của mình. Điều này cũng gây sốc cho các nhà phát triển Vocaloid tại Crypton Future Media, người đã rất ngạc nhiên bởi sự hấp dẫn bất ngờ của phần mềm Vocaloid cũ "KAITO".
Ở đỉnh cao doanh thu của mình, anh là Vocaloid duy nhất có thứ hạng trong Crypton's Top Ten Products. Năm 2010, KAITO được xếp hạng là sản phẩm Vocaloid phổ biến thứ 7 mà họ bán ra. Trong một số khám phá trở lại, Vocaloid KAITO thậm chí còn phổ biến hơn Vocaloid 2 của Miku và Kagamines.
Không giống như KAITO, KAITO V3 đã rất được đón nhận khi phát hành. Khi Crypton cập nhật trang bán hàng phần mềm âm nhạc của họ tháng 3 năm 2013 trong tháng sau đó, dữ liệu cho thấy  KAITO V3 luôn đứng đầu về số lượng được bán ra Anh thậm chí còn vượt qua Meiko V3 trong doanh số và vào tháng 8 năm 2014, anh đứng thứ 3 trong khi Meiko vẫn đứng thứ 6; vị trí thứ nhất và nhì thuôc về Hatsune Miku V3 và Hatsune Miku V3 complete.

## Nhân vật
Crypton đã xác nhận rằng hình ảnh của KAITO trên các package không có gì liên quan với các hình ảnh của anh ấy.
| Tên                   | KAITO                                                                                    |
| Ngày phát hành        | 14 Tháng 2 (Yamaha) 17 Tháng 2 (Crypton Future Media)                                    |
| Thể loại nhạc         | Folk, pop, rock, soft rock, ambient, ballads, jazz, soul, crossover, dance, electronica  |
| Suggested Tempo       | 90-200bpm (V3 Straight), 80-180bpm (V3 Soft), 65-150bpm (V3 Whisper), 70-190bpm (V3 ENG) |
| Suggested Vocal Range | B1-C3 (V3 Straight), D2-B2 (V3 Soft), F2-D3 (V3 Whisper), B1-B2 (V3 ENG)                 |

## Sản phẩm âm nhạc
KAITO có khoảng 100 bài hát và một trong số đó "カンタレラ (Cantarella)", bởi Kurousa-P,  được coi là một trong những bài hát nổi tiếng nhất của anh với hơn 2.000.000 lượt xem trên Nico Nico Douga.